# Chicago Fall Tennis Classic 2021
Chicago Fall Tennis Classic 2021, oficiálně Chicago Fall Tennis Classic 2021, byl profesionální tenisový turnaj pořádaný jako součást ženského okruhu WTA Tour, který se hrál na otevřených dvorcích s tvrdým povrchem v areálu XS Tennis and Education Foundation. Probíhal mezi 27. zářím až 3. říjnem 2021 v americkém Chicagu jako premiérový ročník turnaje. Do kalendáře byl zařazen dodatečně po zrušení podzimní asijské sezóny kvůli koronavirové pandemii. Navázal tak na srpnový Chicago Women’s Open. Ředitelem obou turnajů se stal Kamau Murray, do roku 2017 kouč Sloane Stephensové a zakladatel areálu  XS Tennis ve Washingtonském parku u chicagské univerzity, jenž měl klíčový podíl na pořádání chicagských akcí.
Turnaj dotovaný 565 530 dolary patřil do kategorie WTA 500. Nejvýše nasazenou hráčkou ve dvouhře se stala světová šestka Elina Svitolinová z Ukrajiny, která dohrála ve čtvrtfinále na raketě Ons Džabúrové. Jako poslední přímá účastnice do dvouhry nastoupila 108. hráčka žebříčku, Rumunka Elena-Gabriela Ruseová.
Devátý singlový titul na okruhu WTA Tour vybojovala Španělka Garbiñe Muguruzaová. Čtyřhru vyhrála česko-německá dvojice Květa Peschkeová a Andrea Petkovicová, jejíž členky odehrály první společný turnaj. Deblové finále se konalo kvůli zhoršenému počasí v hale.

## Rozdělení bodů a finančních odměn

### Rozdělení bodů
| Soutěž  | vítězky | finalistky | semifinalistky | čtvrtfinalistky | 16 v kole | 32 v kole | 56 v kole | Q  | Q2 | Q1 | zdroj |
| ------- | ------- | ---------- | -------------- | --------------- | --------- | --------- | --------- | -- | -- | -- | ----- |
| Dvouhra | 470     | 305        | 185            | 100             | 55        | 30        | 1         | 18 | 12 | 1  | [ 1 ] |
| Čtyřhra | 470     | 305        | 185            | 100             | 1         | —         | —         | —  | —  | —  | [ 6 ] |

### Finanční odměny
| Soutěž                                | vítězky  | finalistky | semifinalistky | čtvrtfinalistky | 16 v kole | 32 v kole | 56 v kole | Q2      | Q1      | zdroj       |
| ------------------------------------- | -------- | ---------- | -------------- | --------------- | --------- | --------- | --------- | ------- | ------- | ----------- |
| Dvouhra                               | 68 570 $ | 50 130 $   | 26 745 $       | 12 675 $        | 6 478 $   | 4 100 $   | 3 334 $   | 1 950 $ | 1 270 $ | [ 1 ] [ 7 ] |
| Čtyřhra                               | 20 890 $ | 13 370 $   | 8 350 $        | 4 310 $         | 2 670 $   | 2 020 $   | —         | —       | —       | [ 6 ]       |
| částky ve čtyřhře jsou uváděny na pár |          |            |                |                 |           |           |           |         |         |             |

## Ženská dvouhra

### Nasazení
| Ukrajina                                                                  | Elina Svitolinová          | 4.  | 1.  |
| Španělsko                                                                 | Garbiñe Muguruzaová        | 9.  | 2.  |
| Švýcarsko                                                                 | Belinda Bencicová          | 11. | 3.  |
| Rusko                                                                     | Anastasija Pavljučenkovová | 13. | 4.  |
| Kazachstán                                                                | Jelena Rybakinová          | 16. | 5.  |
| Tunisko                                                                   | Ons Džabúrová              | 17. | 6.  |
| Belgie                                                                    | Elise Mertensová           | 18. | 7.  |
| Kanada                                                                    | Bianca Andreescuová        | 20. | 8.  |
| USA                                                                       | Jessica Pegulaová          | 23. | 9.  |
| USA                                                                       | Danielle Collinsová        | 26. | 10. |
| Estonsko                                                                  | Anett Kontaveitová         | 30. | 11. |
| Rusko                                                                     | Veronika Kuděrmetovová     | 31. | 12. |
| Slovinsko                                                                 | Tamara Zidanšeková         | 33. | 13. |
| Bělorusko                                                                 | Viktoria Azarenková        | 35. | 14. |
| Itálie                                                                    | Camila Giorgiová           | 39. | 15. |
| Švýcarsko                                                                 | Jil Teichmannová           | 42. | 16. |
| Žebříček WTA k 20. září 2021; číslo je součtem umístění obou členek páru. |                            |     |     |

### Jiné formy účasti
Následující hráčky obdržely divokou kartu do hlavní soutěže:
- Hailey Baptisteová
- Kim Clijstersová[8]
- Caroline Dolehideová
- Coco Vandewegheová

Následující hráčky postoupily z kvalifikace:
- Lizette Cabrerová
- Kirsten Flipkensová
- Magdalena Fręchová
- Beatriz Haddad Maiová
- Mai Hontamová
- Maddison Inglisová
- Anna Kalinská
- Kateryna Kozlovová

Následující hráčky postoupily z kvalifikace jako šťastné poražené:
- Harriet Dartová
- Olga Govorcovová

### Odhlášení
Před zahájením turnaje
- Sorana Cîrsteaová → nahradila ji  Sie Šu-wej
- Coco Gauffová → nahradila ji  Ann Liová
- Darja Kasatkinová → nahradila ji  Amanda Anisimovová
- Sofia Keninová → nahradila ji  Andrea Petkovicová
- Johanna Kontaová → nahradila ji  Madison Brengleová
- Petra Kvitová → nahradila ji  Misaki Doiová
- Petra Martićová → nahradila ji  Camila Osoriová
- Jeļena Ostapenková → nahradila ji  Harriet Dartová
- Karolína Plíšková → nahradila ji  Kaia Kanepiová
- Alison Riskeová → nahradila ji  Jasmine Paoliniová
- Aryna Sabalenková → nahradila ji  Sloane Stephensová
- Maria Sakkariová → nahradila ji  Olga Govorcovová
- Jelena Vesninová → nahradila ji  Marie Bouzková

## Ženská čtyřhra

### Nasazení
| Stát                                                                      | Hráčka                         | Stát       | Hráčka                      | WTA | Nasazení |
| ------------------------------------------------------------------------- | ------------------------------ | ---------- | --------------------------- | --- | -------- |
| Čínská Tchaj-pej                                                          | Sie Šu-wej                     | Belgie     | Elise Mertensová            | 5.  | 1.       |
| Japonsko                                                                  | Šúko Aojamová                  | Japonsko   | Ena Šibaharaová             | 16. | 2.       |
| Chile                                                                     | Alexa Guarachiová              | USA        | Desirae Krawczyková         | 31. | 3.       |
| Rusko                                                                     | Veronika Kuděrmetovová         | USA        | Bethanie Matteková-Sandsová | 32. | 4.       |
| USA                                                                       | Nicole Melicharová-Martinezová | Nizozemsko | Demi Schuursová             | 34. | 5.       |
| Chorvatsko                                                                | Darija Juraková                | Slovinsko  | Andreja Klepačová           | 47. | 6.       |
| Kanada                                                                    | Sharon Fichmanová              | Mexiko     | Giuliana Olmosová           | 57. | 7.       |
| Česko                                                                     | Marie Bouzková                 | Česko      | Lucie Hradecká              | 72. | 8.       |
| Žebříček WTA k 20. září 2021; číslo je součtem umístění obou členek páru. |                                |            |                             |     |          |

### Jiné formy účasti
Následující páry získaly do soutěže divokou kartu:
- Hailey Baptisteová /  Whitney Osuigweová
- Kim Clijstersová /  Kirsten Flipkensová
- Caroline Dolehideová /  Coco Vandewegheová

Následující pár nastoupil pod žebříčkovou ochranou:
- Ingrid Neelová /  Anastasia Rodionovová

### Odhlášení
Před zahájením turnaje
- Ljudmyla Kičenoková /  Jeļena Ostapenková → nahradily je  Magdalena Fręchová /  Katarzyna Kawaová
- Marta Kosťuková /  Dajana Jastremská → nahradily je  Ljudmyla Kičenoková /  Marta Kosťuková
- Jamie Loebová /  Tereza Mihalíková → nahradily je  Harriet Dartová /  Tereza Mihalíková

## Přehled finále

### Ženská dvouhra
- Garbiñe Muguruzaová vs.  Ons Džabúrová, 3–6, 6–3, 6–0

### Ženská čtyřhra
- Květa Peschkeová /  Andrea Petkovicová vs.  Caroline Dolehideová /  Coco Vandewegheová, 6–3, 6–1